# MasterCard Passport to Priceless
MasterCard Passport to Pricelessは、InterFMで2011年9月まで放送されていたラジオ番組である。

## 出演者
- メイン - 前田真理子
- ゲスト - ガーデニングアーティスト:石原和幸、フランス・パリ在住のパン職人:石川芳美、サックスプレーヤー：DAVE KOZ、京胡奏者:ウー・ルーチン、ビーチバレー選手：朝日健太郎、浦田聖子

## 番組コンセプト
海外旅行を楽しむ人々へのプレゼンテーション、あるいは旅行に行きたいけれど、お休みの予定が作れない方々に“音の世界”で海外旅行を楽しんでいただきます。
- 「思い出写真GALLERY」：リスナーの海外旅行の思い出写真集を番組HP内で展開。
- 「Travel Dinner」：リスナーとのリアルコミュニケーションとして食事会なども実施。

## ターゲットリスナー
海外旅行、海外志向の高いリスナー。30歳前後の男女がメイン。